# Escut i bandera de Torre-xiva
L'escut i la bandera de Torre-xiva són els símbols representatius de Torre-xiva, municipi del País Valencià, a la comarca de l'Alt Millars.

## Escut heràldic
L'escut oficial de Torre-xiva té el següent blasonament:
| « | Escut quadrilong de punta redona. En camp d'atzur, una torre d'argent, aclarida i maçonada de sable, sobre terrassa aïllada, acoblada d'un banderí i una espasa en sautor, tot del mateix metall. Al timbre, corona reial oberta. | » |

## Bandera
La bandera oficial de Torre-xiva té la següent descripció:
| « | Bandera de proporcions 2:3. De blau, terciada vertical, a l'asta i al batent, quatre faixes ondades de gris perla. Al centre, la torre de l'escut municipal. | » |

## Història
L'escut s'aprovà per Resolució de 20 de desembre de 2001, del conseller de Justícia i Administracions Públiques, publicada en el DOGV núm. 4.182, de 4 de febrer de 2002.
Escut emprat per la població des de finals del segle xix. La torre és un senyal parlant del topònim de la població.
La bandera s'aprovà per Resolució de 22 d'abril de 2005, del conseller de Justícia i Administracions Públiques, publicada en el DOGV núm. 5.008, de 18 de maig de 2005.